# Syneuodynerus unimaculatus
Syneuodynerus unimaculatus är en stekelart som först beskrevs av Maidl.  Syneuodynerus unimaculatus ingår i släktet Syneuodynerus och familjen Eumenidae. Inga underarter finns listade i Catalogue of Life.